# 麥家廉
麥家廉 PC （國語音譯約翰·麥考姆，1950年4月9日—2025年6月21日），加拿大外交官、政治人物、經濟師和大學教授。他曾於2000-17年間以加拿大自由黨黨員身份擔任加拿大國會下議院議員，先後代表安大略省約克區的萬錦選區、萬錦—於人村選區和萬錦—康山選區。他亦曾於讓·克雷蒂安、保羅·馬丁和賈斯汀·杜魯多三位自由黨籍總理的内閣中先後擔任國防部長、退伍軍人事務部長、稅務部長和移民、難民及公民部長。
他從2017年起擔任加拿大駐中華人民共和國大使，2019年1月則因就孟晚舟事件發表與加拿大政府官方观点相左的言論而請辭並獲接納。

## 個人生活及事業
麥家廉生於魁北克省蒙特婁，從劍橋大學王后學院取得文學士學位後到巴黎第一大學進修，從該校取得研究生文憑後回到蒙特婁，在麥基爾大學攻讀並取得經濟學博士學位。他隨後成為經濟學教授，先後在曼尼托巴大學（1976年-78年）、西門菲沙大學（1978年-82年）、魁北克大學蒙特婁分校（1982年-87年）和麥基爾大學（1987年-94年）任教，並成為麥基爾大學文學院院長。他其後出任加拿大皇家銀行高級副總裁和首席經濟師，至2000年參選國會為止。
麥家廉妻子為馬來西亞華人林秀英（Nancy Lim），兩人育有三名兒子。

## 國會議員

### 執政黨（2000年-2006年）
麥家廉於2000年聯邦大選代表加拿大自由黨競逐萬錦選區，擊敗該區在任議員鍾思政成功當選首度晉身國會下議院。他於2001年9月獲任為財政部國會秘書長，2002年1月則調任負責國際金融機構事務的國務秘書。2002年5月，麥家廉獲總理克雷蒂安任命為國防部長，任內削減該部門次要開支以節省2億元，從而換取在2003年度聯邦財政預算中增加國防經費達10億元。他又於任内引入議案，爭取為服役間失去視力或肢體的加拿大軍人不論軍階皆可獲最多25萬元賠償；在此之前只有上校或以上軍階軍人才可獲該項賠償。
馬田於2003年末接替克雷蒂安出任總理後改組内閣，麥家廉遂調任退伍軍人事務部長，同時兼任國會開支重檢委員會成員。2004年聯邦大選，麥家廉在從萬錦選區改組而成的萬錦—於人村選區當選重返國會，並再度入閣成為稅務部長，從2005年9月起兼任臨時天然資源部長。

### 在野黨（2006年-2015年）
麥家廉於2006年大選在於人村選區連任，但自由黨則失去執政權，之後九年一直處於在野地位。馬田因大選失利辭任自由黨黨魁後，麥家廉獲臨時黨魁葛利衡委派出任影子内閣財政評議員。外界曾揣測麥家廉會否參選黨魁，但他於同年5月表示無意角逐該職，並表態支持葉禮庭。狄安當選黨魁後，麥家廉留任財政評議員。2008年大選後葉禮庭繼任黨魁，連任的麥家廉先後出任財政及交通評議員。
2011年聯邦大選中麥家廉擊敗保守黨候選人蔡報國連任，但葉禮庭則因自由黨大敗而辭任黨魁。臨時黨魁李博委派麥家廉出任三項評議員職務，負責工務及政府服務、人力資源及技能發展（房屋）、和國庫委員會。賈斯汀·杜魯多於2013年當選黨魁後，委派麥家廉出任移民及公民評議員。
保守黨多數政府於2014年通過C-24號法案，當中包括在多重國籍人士被控恐怖活動、叛國或間諜罪名成立的情況下，容許加國政府褫奪其加拿大公民身份；以及將永久居民四年内在加國居住滿三年的入籍條件，修改為六年内在加國居住滿四年。當時出任自由黨移民及公民事務評議員的麥家廉批評這項議案，指其等同製造兩種等級的加國公民，而更嚴苛的入籍要求亦會降低加國對技術移民的吸引力。

### 執政黨（2015年-2017年）
萬錦—於人村選區在2015年聯邦大選重新劃分，麥家廉改到新成立的萬錦—康山選區參選告捷。自由黨在該屆大選重拾執政權，新任總理杜魯多於同年11月委任麥家廉入閣，成為聯邦移民、難民及公民部長；他甫上任便面對加國收納2萬5千名敘利亞內戰難民的挑戰。他又於2016年2月在國會引入C-6號法案，取消上屆保守黨政府通過的C-24號法案中具備爭議的内容（包括取消政府褫奪犯罪多重國籍人士加國國籍的權利，和恢復永久居民在加國居住滿三年便可申請入籍的要求）。

## 駐華大使
杜魯多於2017年1月重組內閣，麥家廉調任加拿大駐中華人民共和國大使，同年3月抵北京履新。
麥家廉自2019年1月22日以來，陸續在大多倫多曾任國會議員的萬錦市和溫哥華公開評論華為孟晚舟案，支持孟晚舟獲釋的言論引來批評，部份輿論建議杜魯道撤換麥家廉，以澄清政策立場。最後杜魯多總理於同月26日發表聲明，表示同意麥家廉辭去駐中國大使的職務，遺缺由大使館副館長倪傑民（Jim Nickel）暫代，直至新大使鮑達民到任為止。麥家廉成為加拿大有史以來第一位任內（被）請辭的駐外加拿大大使。

## 晚年生活、去世
麥家廉卸任駐華大使後，曾任麥克米蘭律師行（McMillan LLP）的高級策略顧問。2025年6月21日，他於安大略省密西沙加的祈德醫院去世，享年75歲。

## 外部連結
- （英文）麥家廉 – 加拿大国会传记
- （英文）加拿大全球事務部網站 麥家廉大使簡介（页面存档备份，存于）